# Dschibutische Davis-Cup-Mannschaft
Die dschibutische Davis-Cup-Mannschaft ist die Tennisnationalmannschaft Dschibutis, die den Staat im Davis Cup vertritt.

## Geschichte
Dschibuti nannte erstmals 1987 für den Davis Cup, zog aber vor der ersten Begegnung wieder zurück. Das Land trat erstmals 1993 im Wettbewerb auf. Die Mannschaft spielte bisher immer in der niedrigsten Gruppe der Europa/Afrika-Zone. Dies war anfangs Gruppe III, später Gruppe IV. Die letzte Teilnahme Dschibutis am Davis Cup datiert aus dem Jahr 2005, wobei 1995, 1999 und 2004 ebenfalls kein Team in den Wettbewerb entsandt worden war.
Von den bisher 44 Begegnungen konnte Dschibuti keine einzige für sich entscheiden. Vielmehr gingen sogar sämtliche 131 Matches (3 pro Begegnung, außer 1998, als einmal beim Stand von 0:2 abgebrochen wurde) verloren. Rekordspieler mit 24 Matches bei 17 Begegnungen während fünf Jahren ist Kadar Mogueh.